# Maestras Pías Filipenses
El Pontificio Instituto de las Maestras Pías Filipenses (en latín: Pontificium Institutum Magistrarum Piarum Filippini) es una congregación religiosa católica femenina, de vida apostólica y de derecho pontificio, fundada por la religiosa italiana Lucía Filippini, en Roma, en 1707. A las religiosas de este instituto se les conoce como maestras pías filipenses o simplemente como filipenses. Posponen a sus nombres las siglas M.P.F.

## Historia

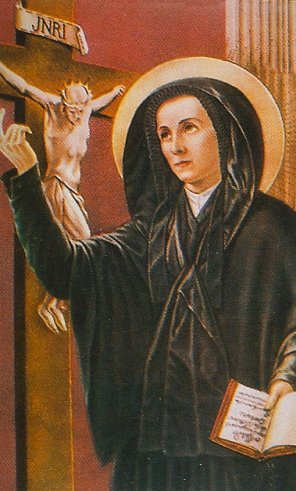
Lucía Filippini (1672-1732), fundadora de la congregación, es venerada como santa en la Iglesia católica.

La congregación surge al interno de las Maestras Pías fundadas por Rosa Venerini, a petición del cardenal Marco Antonio Barbarigo, obispo de Montefiascone, para la educación de las jóvenes del pueblo. El prelado no quería que las religiosas salieran de los términos de su diócesis, por esta razón una de las religiosas del instituto, Lucía Filippini, con la ayuda de Alessandro Bonaventura, limosnero pontificio, y de los Píos Operarios Catequistas Rurales, abrió una escuela en Roma, dando origen a congregación nueva e independiente de las de Montefiascone, con el nombre de Instituto de las Maestras Pías. Para diferenciarse de la congregación original, estas son llamadas Maestras Pías Filipenses mientras que a aquellas se les conoce como Maestras Pías Venerinas.
El Instituto de las Maestras Pías Filipenses fue aprobado por el papa León XII en 1828.

## Organización
El Instituto de las Maestras Pías Filipenses es una congregación religiosa de derecho pontificio, internacional y centralizada, cuyo gobierno es ejercido por una superiora general. La sede central se encuentra en Roma.
Las maestras filipenses se dedican a la educación e instrucción cristianas de la juventud. En 2017, el instituto contaba con 591 religiosas y 97 comunidades, presentes en Albania, Brasil, Eritrea, Etiopía, India, Irlanda, Italia, Reino Unido y Estados Unidos.